# テネレ
テネレは、サハラ砂漠中南部の一帯を指す呼称。「テネレ砂漠」と呼称されることもあるが、テネレはトゥアレグの言葉で「何も無いところ」を意味する。
ニジェール北東からチャド西部に跨る40万km2を超える広大な地域である。その境界とされるのは、西のアイル山地、北のホガール山地、北東のジャド高原、東のティベスティ山地、南のチャド湖盆地である。テネレの中心であるエルグ・デュ・テネレ（Erg du Ténéré, テネレの砂丘地帯の意）は、だいたい北緯17度35分、東経10度55分の位置にある。
テネレは酷暑と乾燥の不毛の大地で、かつての「テネレの木」（Arbre du Ténéré, 後述）を除けば、植物は生えていない。夏には42度に達し、年間降水量は25mm程度である。水の希少性では悪名が高く、井戸は何マイルも離れている。
歴史的に見れば、かつては不毛の砂漠ではなかった。大昔にはこの一帯は海底にあり、そのあとには熱帯林になった。テネレの西端からは巨大な恐竜の化石が多く発見されており、その中にはサルコスクスなども含まれている。

## テネレの木

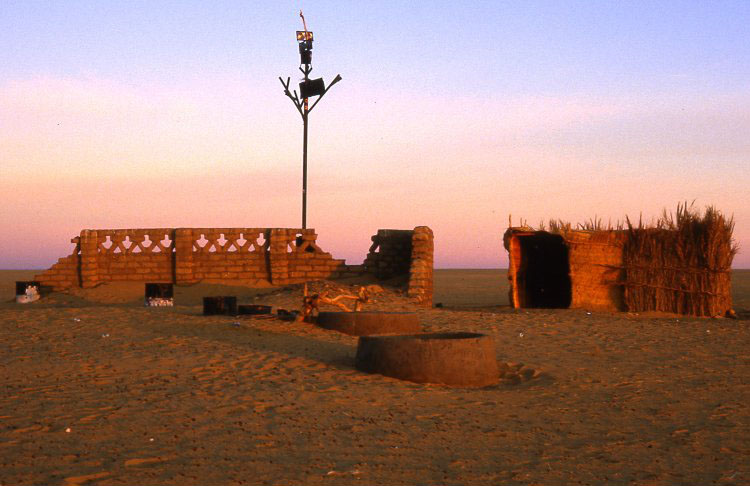
テネレの木の跡地

この砂漠はいわゆる「テネレの木」で有名だった。砂漠の中にぽつんと立っていたこの木は、数キロ圏内で唯一の木だったが、1973年に飲酒運転をしていたリビア人のトラックが突っ込んで、打ち倒してしまった。現在では金属製の彫刻が代わりに立っている。この不幸な事件にもかかわらず、この木の名は、地域の重要なランドマークとして、地元の地図などには記載されている。

## 人々
テネレは人口が非常にまばらである。人類史の初期の間は、人々が暮らすのにはより適した肥沃な地であった。この地にヒトが住み始めたのはおよそ6万年前のことと考えられている。彼らの狩猟の様子は発見された石器からうかがい知ることができる。およそ1万年前からの新石器時代には、岩を削ったり絵を描いたりしたことが、現存する洞窟壁画から読み取れる。サハラ一帯が乾燥していくに従い人は減ってゆき、紀元前2500年前までには現在のような乾燥した土地になった。
テネレの現在の主な住人はトゥアレグである。トゥアレグの3つの同盟は、フランス植民軍が来るまでは、この地を支配していた。他の人々としては、ハウサ族、ソンガイ族、ムーア人などがいる。
1960年にニジェールが独立したことによって、トゥアレグの地はニジェールの一部となって7つの県に分けられた。テネレの中央部は、アイル・テネレ自然保護区として、保護管理下におかれた。
テネレの中心都市はアイル山地に近いアガデズである。この町は岩塩鉱脈の上にあるオアシスの地でもある。

## 世界遺産

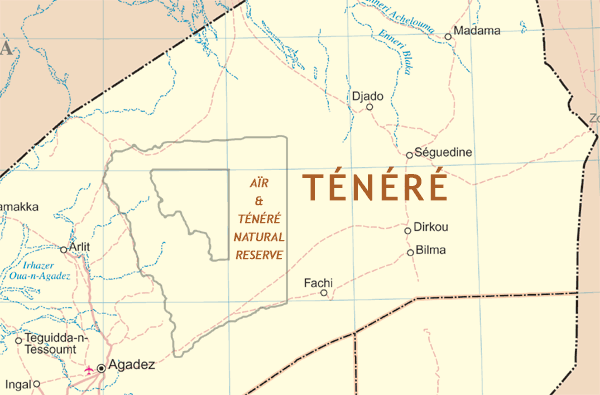
世界遺産登録地域

テネレの一部を対象とする「アイル・テネレ自然保護区」は、1991年にユネスコの世界遺産に登録されたが、生活圏を侵害されたと主張するトゥアレグの反発を招き、内戦に結びついた。このため、翌年には危機遺産に登録されている。